# Lista de programas transmitidos pelo SBT
O Sistema Brasileiro de Televisão (SBT) é uma rede de televisão aberta brasileira, fundada em 19 de agosto de 1981 pelo empresário e animador de televisão Silvio Santos. A emissora surgiu após uma concorrência pública feita pelo governo federal para a criação de duas novas redes de televisão (o próprio SBT e a Rede Manchete, antecessora da RedeTV!), tendo sido criada a partir de concessões cassadas da extinta Rede Tupi. A rede foi fundada no mesmo dia em que o contrato de concessão foi assinado, sendo que o ato foi transmitido ao vivo pela emissora, fazendo com que esse fosse o seu primeiro programa exibido.
Possui em 2016 cerca de 114 emissoras próprias e afiliadas em todo o território nacional, estando também disponível através de operadoras de televisão por assinatura (cabo e satélite), pelo sinal aberto em antenas parabólicas e também através de streaming em seu aplicativo móvel (Android, iOS e Windows Phone), em aplicativos para smart TVs e pelo seu website. Também em seu site, a sua programação é disponibilizada em vídeo sob demanda gratuitamente, além de disponibilizá-la pelo site de compartilhamento de vídeos YouTube desde 2010.
A rede transmite em sua grade de programação os mais variados gêneros de produções, sendo que as suas produções próprias geralmente se destacam ao lado do entretenimento. Novelas de derivados países, principalmente as produzidas pela mexicana Televisa, compõem o fim da tarde da programação. É a única emissora comercial brasileira que exibe programação infantil, através dos programas Bom Dia & Companhia e Sábado Animado. O SBT também possuí horários destinados ao telejornalismo, produzindo ao todo cinco telejornais diários, um telejornal semanal e um programa jornalístico semanal.

## Programas

### Game,reality,etalent shows
- Esquadrão da Moda (2009-2020; 2021-presente)[25]
- Roda a Roda (2003-2004; 2005-2006; 2008-2012; 2013-presente)[26][27]
- Bake Off Brasil: Mão na Massa (2015-presente)
- The Voice Brasil (2025)

### Jornalismo
- Primeiro Impacto (2016, 2017-presente)[28]
- SBT Brasil (2005-presente)[29]
- Retrospectiva (2012-presente)[30][31]
- Aqui Agora (1991 - 1997; 2008; 2025 - presente)
- SBT Notícias (2025-presente)[32]
- SBT Manhã (2005-2014; 2025-presente)[32]
- Alô Você (2025-presente)[32]

### Programas de auditório e variedades
- Domingo Legal (1993-presente)[33]
- Notícias Impressionantes (2020-presente)[34]
- Fofocalizando (2016-2020; 2021-presente)
- Operação Mesquita (2017-presente)[35][36]
- A Praça É Nossa (1987-presente)[37]
- Programa do Ratinho (1998-2006; 2009-presente)[38]
- Programa Silvio Santos (1963-presente)[39]
- The Noite com Danilo Gentili (2014-presente)
- Sabadou com Virginia (2024-presente)[40]
- Eita Lucas (2025-presente)
- Bom Dia Esperança (2025-presente)[32]
- No Alvo (2025-presente)[41]
- Casos de Família (2004-2023; 2025-presente)[41]
- Programa do João (2025)[42]

### Atrações infantojuvenis
- Sábado Animado (1995-presente)
- O Picapau Amarelo (2024-presente)
- SBT Apresenta: Luccas Toon (2024-presente)[43]
- Feriadão SBT (2011-2016; 2023-presente)
- A Pracinha (2022; 2025-presente)
- Bom Dia e Companhia (1993-2022; 2023; 2025-presente)[32]

### Programas sazonais
- SBT Folia (2011-presente)[44]
- Teleton (1998-presente)[45]
- Troféu Imprensa (1982-presente)[46][a]

### Séries[b]
- Titãs (2025-presente)
- Chaves (1984-2020; 2024-presente)

### Sorteios de prêmios
- Sorteio da Tele Sena (1991-presente)[52]
- Acelere com o Baú (2025-presente)[53]
- Milzão da Felicidade (2025-presente)[54]

### Telenovelas
- A Caverna Encantada (2024-presente)
- As Filhas da Senhora Garcia (2025-presente)
- Maria do Bairro (reprise; 2025-presente)

### Independentes
- Pé na Estrada (reprises; 2020-presente)[55]

### Esportes
- Arena SBT (2014, 2020-presente)
- SBT Sports (2021-presente)[56]
- Copa do Nordeste (2018-presente)[57]
- Copa Sul-Americana (2023-presente)
- Liga dos Campeões da UEFA (2021-presente)
- Supercopa da UEFA (2021-presente)